# Worotan (Goris)
Worotan – wieś w Armenii, w prowincji Sjunik. W 2011 roku liczyła 309 mieszkańców.